# Johan II av Holstein
Johan II "den enögde" (tyska Johann "der Einäugige"), född omkring 1253, död 1320 eller 1322, son till greve Johan I av Holstein (död 1263) och Elisabet av Sachsen (död 1293/1306), var greve av Holstein-Kiel. Han var till en början greve av Holstein-Stormarn-Wagrien-Schauenburg. 1273 delades grevskapet mellan honom och hans bror Adolf V och Johan erhöll då Kiel. Efter Adolfs död 1308 övertog han även dennes andel Segeberg. Johan gifte sig 1276 med den danske kungen Kristofer I:s och dennes hustru Margareta Sambirias dotter Margareta (död 1306) och fick med henne sönerna Christoph (död 1313 eller 1315) och Adolf VII (mördad 1315).